# Audace colpo dei soliti ignoti
Audace colpo dei soliti ignoti è un film, del 1959, diretto da Nanni Loy. La pellicola è il sequel de I soliti ignoti (1958) ed è un caper movie appartenente al genere della cosiddetta commedia all'italiana.

## Trama
Peppe, detto "er Pantera", dopo il precedente e fallimentare colpo si è messo a fare il muratore. Uscendo dal cantiere alla fine del lavoro, subisce uno strano pedinamento da un losco figuro a cui non riesce a sottrarsi e che si ritrova, nonostante i suoi "furbi" stratagemmi per sfuggirgli, ad aspettarlo nella sua povera casa: si tratta di un sedicente gangster di Milano, Virgilio, il quale, venuto a sapere della sua precedente impresa, gli offre un colpo, preparato scientificamente, facile e con un ricco bottino. Peppe dovrà formare la squadra di "esperti" criminali e il milanese fornirà i mezzi e le sue capacità organizzative che includono anche la classica "pupa" svampita, Floriana, che con la sua seduzione ha convinto un ragioniere del Totocalcio a partecipare come complice alla rapina che dovrà avvenire durante il trasferimento dell'incasso delle giocate. Peppe è ingenuamente attirato dalla organizzazione "scientifica" del colpo e convince Ugo Nardi, detto Piede Amaro, marito alle prese con avvocati che non può pagare per la separazione dalla moglie, a preparare un'auto truccata per la fuga dopo la rapina. Anche Mario Angeletti e Ferribotte, che stanno per imparentarsi, poiché Mario è ormai fidanzato con Carmelina Nicosia, la sorella di Ferribotte, daranno la loro competenza "criminale" e infine farà parte della banda anche l'ormai vecchio e sempre affamato Capannelle con il solito compito del "palo". Il colpo dovrà avvenire a Milano dietro copertura di una trasferta calcistica, ma, proprio dopo il viaggio d'andata in treno dei ladruncoli, il grande organizzatore milanese viene arrestato dalla polizia per borseggio. Poiché il colpo è stato organizzato, i nostri decidono comunque di attuarlo.

Tiberio Murgia, Carlo Pisacane, Vittorio Gassman e Renato Salvatori

Il piano consiste nel provocare un incidente d'auto alla fine di una galleria di una strada di Milano, facendo con un camion una manovra contromano bloccando così l'auto che trasporta l'incasso delle giocate del Totocalcio. Presi i soldi, la banda avrebbe poi dovuto dividersi in due macchine, per riunirsi poco lontano e dirigersi poi con la macchina truccata di Ugo a Bologna al fine di raggiungere il treno dei tifosi diretto alla capitale: tutto questo in un'ora e cinquanta. Il colpo però non va interamente secondo il piano: Peppe, che è sul camion guidato da Mario, durante l'incidente sfonda il parabrezza del camion con la testa, impreca in dialetto romanesco davanti al guidatore della macchina del Totocalcio e, dolorante, scappa a piedi; Ferribotte, che avrebbe dovuto prendere Peppe, carica invece il ragioniere il quale, impaurito, vuole andare al commissariato; Mario si trascina con Capannelle sulla macchina di Piede Amaro che insegue l'auto di Ferribotte. Fermatisi, prendono i soldi e scappano, non prima però che Ferribotte abbia dato una botta in testa al ragioniere poiché questo supplica di ferirlo per procurargli in questo modo un alibi come vittima (cosa riuscita perché la stampa lo dipingerà come un eroe che ha cercato di opporsi alla rapina).
Il gruppo, ormai accortosi che Peppe non è con loro, ma confidando nell'idea che sia riuscito a prendere il loro treno per Roma direttamente a Milano, dopo aver seminato la polizia cambiando colore alla 1100 (togliendo una pellicola che la copriva) e targa, arriva con una corsa rocambolesca alla stazione ferroviaria di Bologna, dove Mario, Capannelle e Ferribotte riescono a salirvi appena in tempo; Ugo invece proseguirà in macchina fino alla capitale.
La mattina, giunti a Roma, Mario informa i compagni che Peppe non è sul treno: timorosi che il loro capo sia stato arrestato, decidono di lasciare la valigia con i soldi nel deposito bagagli della stazione.
Intanto, a Milano, Peppe giunge a casa di Floriana esausto per la fuga, sporco e puzzolente: per fuggire, dopo aver corso per un lungo tratto, si è infilato nello scarico delle immondizie di un palazzo, dove è rimasto nascosto per cinque ore.
Il giorno dopo lui e Floriana raggiungono la banda a Roma e festeggiano tutti insieme la riuscita del colpo, ma presto scoprono che le indagini della polizia si sono spostate nella capitale perché l'autista della macchina del Totocalcio ha riferito di aver sentito uno dei rapinatori (Peppe) imprecare in romanesco. Il gruppo viene convocato in questura assieme ad altri sospettati, ma tutti riescono a confermare il proprio alibi; Peppe, in particolare, riferisce al maresciallo in una sorta di colorita "radiocronaca" il testo imparato a memoria di un articolo di giornale sportivo sulla partita di calcio Milan-Roma a cui avrebbe dovuto assistere.
Nel frattempo Capannelle, non resistendo al ricco buffet di un ristorante, ha ritirato la valigia per prendere 10 mila lire, i soldi sufficienti per pagare un ricco banchetto. Il risultato è un'enorme indigestione che lo porta in punto di morte in ospedale, con la valigia della rapina nascosta sotto il letto.

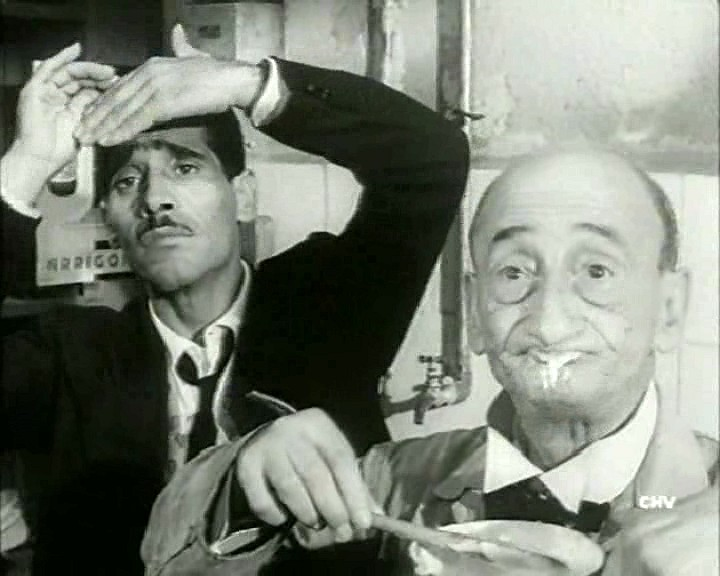
Tiberio Murgia e Carlo Pisacane

Peppe e compagni vanno a visitare il finalmente sazio e soddisfatto Capannelle in ospedale, recuperano fortunosamente i soldi ma finiscono col litigare, poiché, nonostante siano tutti convinti di dover tenere il maltolto in un unico posto per destare meno sospetti, nessuno vuole, o può, nascondere la valigia nel proprio domicilio. Alla fine Ugo, l'unico con l'alibi fornitogli da un incensurato, il nuovo compagno della moglie, decide inizialmente di tenersi la valigia, ma preda anch'egli della paura d'esser scoperto, decide di abbandonarla sotto una panchina e di avvertire, con una telefonata anonima, la polizia per andare a recuperarla.
I "soliti ignoti" corrono a riprenderla: si affannano però nel tentare di aprirla sul posto, e quando sentono le sirene della polizia scappano a gambe levate, rimanendo così a bocca asciutta.
Dulcis in fundo Peppe è multato da una pattuglia di polizia motociclistica perché mentre correva non ha attraversato la strada sulle strisce pedonali.

## Critica
Il film è il seguito del precedente I soliti ignoti di Mario Monicelli e risente della diversa regia di Nanni Loy più scherzosa e leggera. La pellicola risulta molto gradevole per il ritmo veloce degli avvenimenti, ma soprattutto per l'interpretazione dei grandi caratteristi che danno il loro meglio nelle parti secondarie loro assegnate. In rilievo, al solito, la figura di Vittorio Gassman ancora una volta mattatore in un ruolo comico.
La pellicola ricalca la tesi del precedente: i protagonisti sono dei poveri diavoli che per le circostanze della vita, nonostante la loro incapacità delinquenziale, si adattano, poco convinti loro stessi, ad affrontare avventure banditesche non fatte per loro ma in cui qualche volta brilla la genialità italiana, come nell'episodio della fuga dell'auto degli improvvisati rapinatori, preparata per cambiare il colore della carrozzeria e il numero della targa, rendendosi così irriconoscibile alla polizia. Trucco che, tra l'altro, sarà ripreso in altre pellicole che raccontano imprese seriamente criminali. Il film vuole essere infatti un'evidente parodia delle storie di gangster con l'organizzazione scientifica dei grandi colpi, ma il tutto trasferito nel clima di improvvisazione all'italiana, assume un tono irresistibilmente comico e ridicolo. La colonna sonora firmata da Piero Umiliani, imperniata su un cool jazz interpretato da Chet Baker, contribuisce proprio a sottolineare l'ironico accostamento al genere poliziesco americano. Questo sequel «[...] con altrettanta buona fortuna commerciale incalzò il suo predecessore [...] al terzo posto nella classifica degli incassi nel 1958».

## Sequel
- Nel 1985, per la regia di Amanzio Todini, esce I soliti ignoti vent'anni dopo, con Vittorio Gassman, Marcello Mastroianni, Tiberio Murgia, lo stesso gruppo di sceneggiatori de I soliti ignoti e le musiche composte da Nino Rota.